# Myrmorchilus strigilatus
A Myrmorchilus strigilatus a madarak osztályának verébalakúak (Passeriformes) rendjébe és a hangyászmadárfélék (Thamnophilidae) családjába tartozó Myrmorchilus nem egyetlen faja.

## Rendszerezése
A fajt Maximilian zu Wied-Neuwied német herceg, felfedező és természettudós írta le 1831-ben, a Myiothera nembe Myiothera strigilata néven.

## Alfajai
- Myrmorchilus strigilatus strigilatus (Wied-Neuwied, 1831)
- Myrmorchilus strigilatus suspicax Wetmore, 1922[2]

## Előfordulása
Dél-Amerika középső és keleti részén, Argentína, Bolívia, Brazília és Paraguay területén honos. A természetes élőhelye a szubtrópusi vagy trópusi száraz és nedves szavannák és cserjések.

## Megjelenése
Testhossza 16 centiméter, testtömege 23-26 gramm.
|  |

## Életmódja
Rovarokkal táplálkozik.

## Természetvédelmi helyzete
Az elterjedési területe rendkívül nagy, egyedszáma viszont csökken, de még nem éri el a kritikus szintet. A Természetvédelmi Világszövetség Vörös listáján nem fenyegetett fajként szerepel.